# Xiaobotou
Xiaobotou (kinesiska: 小泊头镇, 小泊头) är en köping i Kina. Den ligger i provinsen Shandong, i den östra delen av landet, omkring 160 kilometer norr om provinshuvudstaden Jinan. Antalet invånare är 36 122. Befolkningen består av 17 908 kvinnor och 18 214 män. Barn under 15 år utgör 16,0 %, vuxna 15-64 år 71 %, och äldre över 65 år 12,0 %.
Genomsnittlig årsnederbörd är 702 millimeter. Den regnigaste månaden är juli, med i genomsnitt 264 mm nederbörd, och den torraste är mars, med 5 mm nederbörd.